# Tramvaje Niesky série 180–200 (Štětín)
Tramvaje Niesky série 180–200 jsou typ dvounápravové obousměrné tramvaje, vyrobené pro společnost Štětínské městské podniky – oddělení pro tramvajový a silniční provoz podnikem Christoph & Unmack ve městě Niesky. Tyto vozy, vyráběné v letech 1930–1942, znamenaly pro štětínskou městskou hromadnou dopravu rozšíření vozového parku elektrické dráhy. Série 21 vozů evidenčních čísel 180–200 navázala na předchozí motorové vozy evidenčních čísel 165–179 z 1930, které pocházely z vagónky Linke-Hofmann-Busch. Společně s vozy Niesky série 180–200 byly vyrobeny vlečné vozy stejného vzhledu (série 507–516).

## Konstrukce
Vůz Niesky byl obousměrný dvounápravový motorový tramvajový vůz s odporovou výzbrojí. Střední část vozu se dvěma dveřmi na obou stranách byla nízkopodlažní. Pojezd tvořil dvounápravový podvozek se dvěma motory o výkonu 46 kW. Vozy Niesky byly standardně dodávány s pantografem. Napájecí napětí pro výzbroj činilo 550 V stejnosměrného proudu. Vozy byly uzpůsobeny pro provoz dvouvozových souprav ve složení motorový vůz + vlečný vůz. Elektrickou výzbroj dodala firma Siemens. Původně vozy nesly krémový nátěr, který byl po roce 1945 změněn na bílo-červený.

## Dodávky tramvají
| Současný stát | Město  | Článek | Typ             | Roky dodávek | Počet vozů | Evidenční čísla při dodání | Zdroj |
| ------------- | ------ | ------ | --------------- | ------------ | ---------- | -------------------------- | ----- |
| Polsko        | Štětín | článek | Niesky-motorový | 1939, 1942   | 21         | 180–200                    | [ 1 ] |
| Polsko        | Štětín | článek | Niesky-vlečný   | 1930         | 10         | 507–516                    | [ 1 ] |

## Provoz

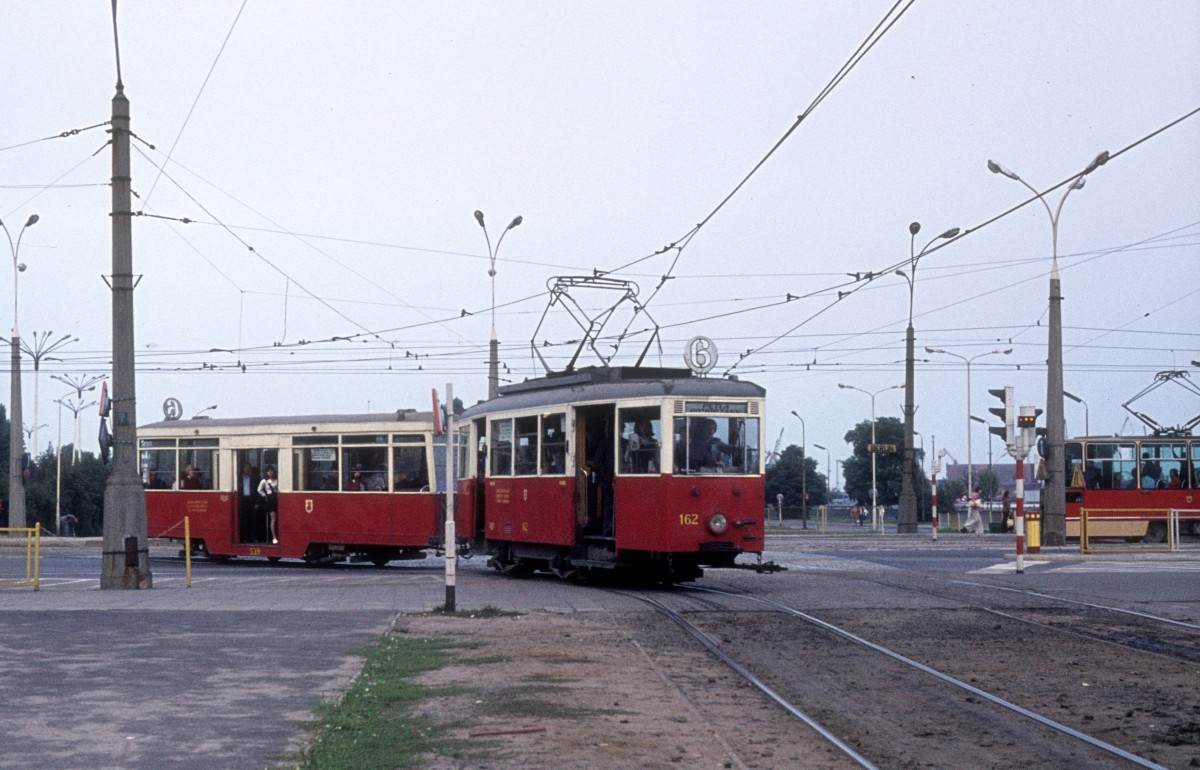
Konstal N s původním motorovým vozem Niesky přestavěným na vlečný ve Štětíně, 1975

Vlečné vozy Niesky získaly sérii čísel 507–516 a byly do provozu zařazeny v květnu 1930. Prvních pět motorových tramvají č. 180–185 vyrobil Christoph & Unmack v roce 1939. Roku 1942 k nim přibyla ještě série 16 vozů stejného typu (č. 186–200). K dispozici tak bylo celkem 31 vozů, které obsluhovaly hlavně linky 1 a 3. Po skončení druhé světové války byly vlečné vozy ev. č. 509, 512, 516 a motorový ev. č. 183 předány do Poznaně, kde byly označeny ev. č. 425–427 (typová označení S2D) resp. 16 (S2). V roce 1957 byl vůz č. 16 přestavěny na vlečný typu S2D. Poslední ex-štětínský vůz dojezdil v roce 1971. Poslední vleky Niesky jezdily ve Štětíně do roku 1968. Motorové vozy Niesky zbývající ve Štětíně prošly modernizace na vlečné vozy a vydržely v provozu až do poloviny 70. let 20. století.